# Norberto Höfling
Norberto Höfling (Cernăuţi, 20 giugno 1924 – Bruges, 18 aprile 2005) è stato un dirigente sportivo, allenatore di calcio e calciatore rumeno di origine ebraica, di ruolo attaccante.

## Carriera

### Giocatore

#### Primi anni e militanza alla Lazio

Una formazione della Lazio 1950-1951; Höfling è il primo in alto-basso.

Nato in Romania da una famiglia ebrea. Da calciatore ha militato in vari club di paesi diversi, tra cui Dinamo Cernăuți, Carmen București e MTK Budapest prima di arrivare in Italia, alla Lazio, il 31 gennaio 1949 per 12 milioni di lire. Debutta così il 12 febbraio 1949 in Atalanta-Lazio, nella stessa gara in cui avviene l'atteso esordio di Bertil Nordahl che viene spinto dal suo allenatore a marcarlo, con il risultato che alla fine dell'incontro, terminato 1-1, i due si saranno annullati a vicenda.
A Roma vi resta tre stagioni, la più proficua delle quali è il campionato 1949-1950 dove diventa capocannoniere della squadra segnando 13 gol, frutto di 2 triplette e tre doppiette; conserva il titolo di capocannoniere della squadra l'anno successivo, in cui però i gol sono 11 ma al termine della stagione, in seguito a litigi con il compagno di squadra Dionisio Arce, la società capitolina cede entrambi.

#### Ultimi anni
Passa quindi alla Pro Patria e successivamente al L.R. Vicenza, dove conclude la carriera professionistica. In Italia ha totalizzato 169 presenze e 47 reti in Serie A e 31 presenze e 11 reti in Serie B.

### Allenatore
A 33 anni è già allenatore, in Belgio, del Bruges, che guiderà dal 1957 al 1963, portandolo dalla Tweede Klasse (la seconda serie belga) alla Jupiler League, gettando le basi della cultura professionista. Dopo una serie di violenti contrasti con la stella della squadra, Fernand Goyvaerts, passa al Feyenoord, dove rimane solamente per la stagione 1963-1964 prima di ritornare in Belgio.
Dal 1964 al 1967 è l'allenatore del Racing White, che riporta in Jupiler League. Ritornato alla guida del Club Bruges vince la Coppa del Belgio 1968, per poi passare all'Anderlecht, dove rimane pochi mesi prima di essere esonerato.
Dopo una stagione di pausa, allena per due stagioni (dal 1969 al 1971) il Daring Bruxelles, non riuscendo comunque ad ottenere la promozione nella massima serie. Nel 1972 firma con l'Ostenda che porta dalla Derde Klasse (la terza serie belga) alla Division 1, prima di essere allontanato a causa di una serie di nuovi problemi con i dirigenti e i giocatori. Nel 1977 passa al Gent nella massima serie, e dopo la prima stagione decide di lasciare.
Ritorna in Italia, nella veste di allenatore della Pro Patria in Serie C2, nella stagione 1980-1981, dove getta le basi per la promozione in Serie C1 dell'annata seguente, lanciando diversi giovani come Massimo Rovellini e Mariano Marchetti, che passeranno direttamente al Cagliari in Serie A; della squadra lombarda è stato anche direttore sportivo.
Dopo questo biennio italiano torna in Belgio.

## Palmarès

### Allenatore
- Coppa del Belgio: 1

Bruges: 1967-1968